# Karl IV. (Maine)

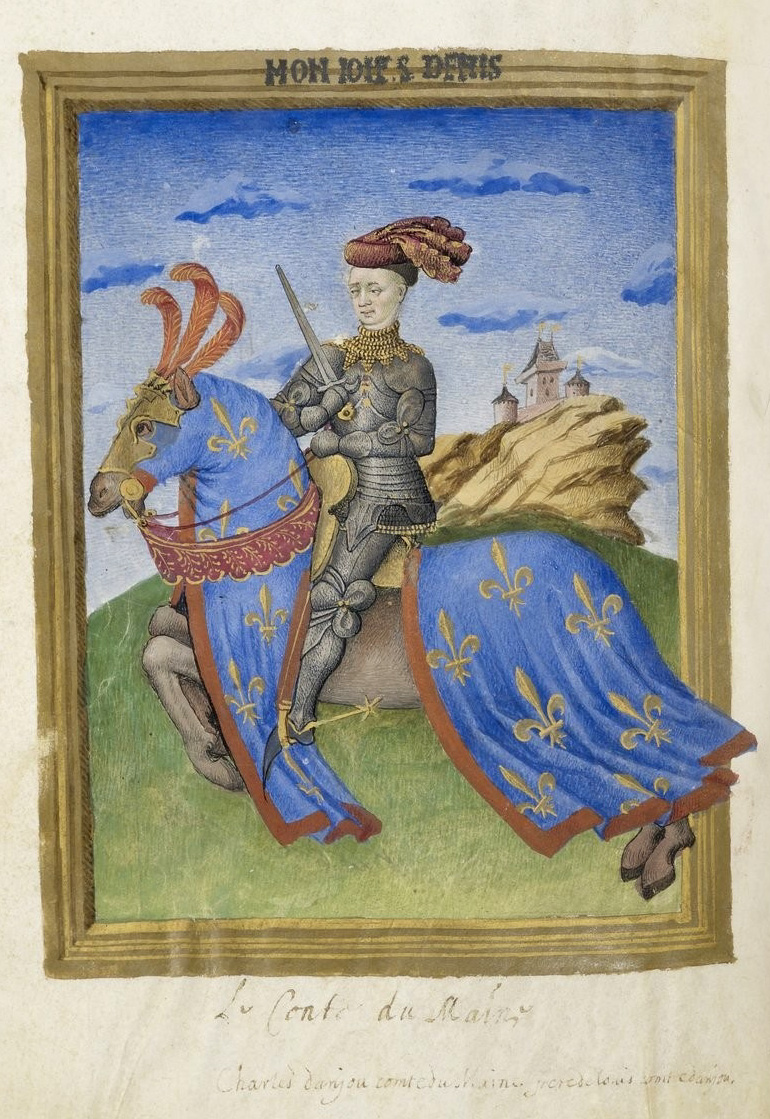
Karl IV. von Maine

Wappen Karls IV. von Maine

Karl IV. von Maine (* 1414 auf Château de Montils-lez-Tours; † 1472 in Neuvy-en-Touraine) war seit 1434 Graf von Maine von 1425 bis 1465 und von 1467 bis 1472 ein 2. Mal Graf von Mortain und seit 1444 Graf von Guise aus dem jüngeren Haus Anjou.

## Leben
Karl war ein Sohn von Herzog Ludwig II. von Anjou und der Jolanthe von Aragón. Er heiratete in erster Ehe Covella Ruffo († 1442), Tochter von Carlo Ruffo, Graf von Montalto, und Ceccarella Sanseverino, mit der er einen Sohn hatte, Karl (* 1436, † 1481).
Ab 1437 nahm Karl an den Feldzügen seines Schwagers, König Karl VII. von Frankreich, gegen die Engländer teil, an der Einnahme von Montereau (1437), der Einnahme von Pontoise (1441), den Feldzügen in der Normandie (1449–1450) und im Guyenne (1453).
Er trachtete danach, die Grafschaft Guise zurückzuerhalten, die seinem Vater und danach seinem Bruder René I., Herzog von Anjou, gehört hatte, bevor sie von Johann von Luxemburg 1425 erobert wurde. Er begann damit, Guise beim König zu reklamieren, der es Ludwig von Luxemburg, dem Neffen Jeans, wegnahm, und heiratete 1443 in zweiter Ehe Isabella von Luxemburg, Ludwigs Schwester, bevor er im Jahr darauf die Grafschaft zurückbekam. Aus dieser zweiten Ehe stammt eine Tochter, Louise von Anjou (1445–1477), die Jacques d’Armagnac, Herzog von Nemours heiratete.
Nach dem Tod Karls VII. schloss er sich seinem Vetter Ludwig XI. an, der ihn mit der Beilegung des Konflikts mit dem Herzog der Bretagne beauftragte; doch vertieften seine Bemühungen nur die Gräben zwischen den beiden Parteien. Seine Haltung während der Ligue du Bien public (1465) war nicht eindeutig – seine verwandtschaftlichen und freundschaftlichen Beziehungen zu den meisten Fürsten der Liga führten zu einem nachlässigen Abwehrkampf. Als er 1465 an der Schlacht bei Montlhéry teilnahm, in der er den König im Stich ließ und die Flucht ergriff, wurde er jedoch lediglich durch den Entzug der Gunst des Königs bestraft, da dieser daran interessiert war Karls älteren Bruder, den „guten König“ René, nicht gegen sich aufzubringen.